# カール・マローン
カール・アンソニー・マローン (Karl Anthony Malone, 1963年7月24日 - ) は、アメリカ合衆国・ルイジアナ州サマーフィールド出身の元プロバスケットボール選手。レブロン・ジェームズ、カリーム・アブドゥル＝ジャバーに次ぐNBA歴代第3位の通算得点記録（36928得点）を持つなど、長い期間にわたり高いレベルのパフォーマンスを維持した史上屈指のパワーフォワードだった。19年間の現役時代のうち18年間をNBAのユタ・ジャズでプレーした。1996年にNBA50周年を記念した「50人の偉大な選手」の1人に選ばれている。1997年と1999年にMVP受賞。1992年と1996年にバスケットボール男子米国代表としてオリンピックに出場、金メダルを獲得した。
マローンはメールマン（the Mailman、「郵便配達員」の意）のニックネームでも知られる。これは彼がルイジアナ工科大学でプレイしていた時期に記者がつけたあだ名で、郵便配達員のようにどんな時にも確実にボールをゴールに「配達する」という意味が込められている。
自らのバスケット・シューズモデルも「メイルマン」（LAギア）という名がついている。

## 経歴

### 1980年代
13人兄弟の末っ子として生まれ、父親がおらず母シャーリーの女手一つで育てられたマローンは、地元ルイジアナ工科大学で3シーズンプレイした後、1985年のNBAドラフトでユタ・ジャズに1巡目第13位で指名されて入団した。1年目は平均得点14.9、平均リバウンド8.9と、新人としては立派な成績を収め、オールルーキーチームに選出される。
2年目以降は、キャリアのほとんどを平均得点20点以上、平均リバウンド数10本前後とオールスター級の数字を残すようになる。これはマローン入団の前年にジャズに入団していたジョン・ストックトンの台頭に負う部分が大きい。ストックトンのアシストからマローンの得点というパターンがよく見られるようになり、1980年代から1990年代にかけてマローンが平均得点30点前後を記録するのに対し、ストックトンは毎年のようにリーグ最多の平均アシスト数を達成するようになる。人々はマローンとストックトンを結びつけて考え、二人はNBA史上屈指のコンビと呼ばれるようになる。オールスターには1988年から13回連続で選ばれ、ユタ・ジャズの本拠地ソルトレイクシティで開かれた1993年には、マローンとストックトンはともにMVPを受賞している。
ジェリー・スローン監督の指導のもと、チームは1988-89シーズンにミッドウェスト・ディビジョン首位の51勝を記録するが、当時ウェスタン・カンファレンスの強豪はロサンゼルス・レイカーズやポートランド・トレイルブレイザーズであり、優勝を狙うにはまだ時間が必要だった。

### 1990年代
マローンは1989年以降連続でオールNBAファーストチームに選出されており、1990年代はリーグを代表するスター選手の1人だった。その活躍が評価され、1992年には初代ドリームチームのメンバーとしてバルセロナオリンピックに出場。1996年アトランタオリンピックでも米国代表に選ばれ、どちらも金メダルを獲得している。
一方で、チームの勝ち数は40勝台にまで落ち込んだシーズンもあり、ウェスタン・カンファレンスの強豪サンアントニオ・スパーズやヒューストン・ロケッツ、シアトル・スーパーソニックスにNBAファイナル進出を阻まれ続けた。
1996-97シーズン、チームは64勝18敗でマローンはMVPを受賞した。ジャズはプレイオフを勝ち抜き、ついにNBAファイナルに進出。悲願の優勝に挑戦することになった。対戦相手となるシカゴ・ブルズは、この年5度目の優勝を狙っていた。
ユタはシカゴで行われた初戦でマローンは残り9秒2で得たフリースローを2本との外してしまい、マイケル・ジョーダンのブザービーターで82-84と敗れた。2本のフリースローを彼がミスする前にスコッティ・ピッペンがトラッシュトークを行っていたことが報道された。このシーズンのプレイオフで77%のフリースローを成功させていたマローンは第2戦以降フリースロー26回中12回成功と絶不調に陥った。続く2戦目にも敗れた。ホームのユタでは2連勝したものの、5戦目はジョーダンのパフォーマンスもあって2点差で落としてしまう。シカゴに戻った6戦目もユタはものにできず、マローンは優勝を逃してしまう。
翌1997-98シーズン、ユタ・ジャズの成績は62勝20敗でシカゴ・ブルズと同率1位。しかしレギュラーシーズン中両チームの対戦成績はユタの2勝0敗で、プレイオフを通してユタがホームコートアドバンテージを持つことになった。
ユタ・ジャズはこのシーズンもNBAファイナルに進出し、再び優勝を狙うが、ジョーダンとブルズの前に悲願は果たせなかった。
ロックアウトで短縮された翌1998-99シーズン、マローンは2度目のMVPを獲得する。ユタ・ジャズはサンアントニオ・スパーズと同率の37勝13敗でリーグ首位となった。しかしプレイオフではポートランド・トレイルブレイザーズに敗れ、優勝は遠のいてしまう。
マローンは1990年代で最も多く得点した（20925）選手であった。2位がミッチ・リッチモンドの16178点であることからも、彼が安定して高い得点力を誇っていたことがわかる。

### 2000年以降
1999-2000シーズン以降の3年間は、ロサンゼルス・レイカーズの時代となった。ユタ・ジャズのファイナル進出はならず、既に30代後半になっていたマローンの個人成績も徐々に低下していった。
2003年にジョン・ストックトンが引退すると、マローンは優勝できるチームを求めレイカーズに移籍。シャキール・オニールとコービー・ブライアントを中心に3連覇していたチームに、マローンだけでなくゲイリー・ペイトンも加わり、レイカーズはそうそうたるメンバーを集めていた。2003-04シーズン、彼は怪我のためシーズンの約半分の試合を欠場した。レイカーズはNBAファイナルに進出し、マローンにとって98年以来の優勝のチャンスとなったが、大方の予想を裏切りデトロイト・ピストンズが4勝1敗でレイカーズに圧勝した。怪我のためファイナル第5戦は欠場した。マローンの優勝はまたしても果たされなかった。シーズン終了後ひざの手術をした彼はレイカーズとの再契約は望まなかった。その理由にはコービー・ブライアントとの確執がある。
続く2004-05シーズン、オールスター前にはサンアントニオ・スパーズ(このシーズンのNBAを制することとなった。)からオファーを受け、グレッグ・ポポビッチHCやティム・ダンカンと会合の機会をもうけたが、最終的にはどのチームとも契約することなく、2005年2月に引退を表明した。
2006年5月23日にジャズの本拠地、デルタ・センターで引退セレモニーが開かれ、彼の背番号「32」はジャズの永久欠番となった。また現在、デルタ・センターの前には、彼の雄姿のブロンズ像が設置されている。

## プレースタイル
ジョン・ストックトンのアシストからカール・マローンが得点するというパターンでは、2人によるピック・アンド・ロールが重要な要素だった。ディフェンダーの動きを阻止してフリーになった選手が得点するという一連の動きはオーソドックスで、相手チームにもよく知られていたが、2人のコンビネーションは非常によく機能し、いわば分かっていても止められないプレイだった。
身長206cmで体重116kgのマローンは、体格の優位を活かしリバウンドにも強かった。その一方で、インサイドでの得点ばかりでなく、中距離のシュートも得意としており、ポストからのフェイドアウェイショットや、ペリメーターからのジャンプショットも効率よく沈めることができた。また、決して身体能力に長けているわけではないが、速攻の先陣を切って走り、ストックトンからのパスでダンクも決めるなど、走攻守揃った選手であった。
マローンが19年もの長い間第一線で活躍できたのは、熱心なトレーニングによるところも大きい。誰に対しても内容を秘密にしていたトレーニングにより、マローンはまるでボディビルダーのような肉体を保ち続け、足の様な腕を持つ男とも呼ばれた。その成果もあって、最後のシーズンを除いた18年間でマローンが欠場したのはわずか10試合だけであり、正に鉄人であった。
キャリア初期はフリースローを苦手としていたが、練習の結果多くのシーズンで成功率7割5分以上を記録するようになった。また、フリースローを放つまでに時間を要することで有名であり、相手チームのファンは残り秒数をカウントダウンしていた。フリースロー試投数と成功数がリーグトップになったシーズンが7回あり、通算試投数と成功数で歴代1位の記録を持っている。通算得点はレブロン・ジェームズ、カリーム・アブドゥル＝ジャバーに次ぐ歴代3位の36928点。
左サイドのポストアップエリアからの得点を最も得意とした。

## その他
マローンはトラックやトレーラーを趣味としており、数台を持っているほか、現役時代にトラック会社を設立している。
オートバイ好きでもあり、1997年と1998年のファイナルでは愛車ハーレーダビッドソンに乗ってホームアリーナに向かうマローンの様子が世界に向けて放送された。
ストックトンとは私生活でも親密な交友を持っており、互いの子供の名付け親になっている。また、二人は Stockton to Malone というカーディーラーをともに立ち上げている。（ユタ・ジャズのオーナー、ラリー・ミラーもこの会社に出資している）
マローンは鍛え抜かれた肉体を活かし、プロレスにも挑戦している。WCWでnWoとの試合ではハルク・ホーガンとタッグを組んだデニス・ロッドマンと対戦し、ダイヤモンド・カッターを極めたこともあった。
元ミス・アイダホの妻との間に息子1人、娘3人を儲けた。WNBAデトロイト・ショックのスター選手シェリル・フォードはマローンの娘である。
2020年5月20日にPardon My Takeに出演した際、自分を上回っている才能を持っていた選手としてクリス・ウェバー、デリック・コールマン、チャールズ・バークリーの3人の名前をあげた。

## 個人成績

### NBAレギュラーシーズン
| シーズン     | チーム       | GP    | GS    | MPG  | FG%  | 3P%  | FT%  | RPG  | APG | SPG | BPG | TO  | PPG  |
| ------------ | ------------ | ----- | ----- | ---- | ---- | ---- | ---- | ---- | --- | --- | --- | --- | ---- |
| 1985–86      | UTA          | 81    | 76    | 30.6 | .496 | .000 | .481 | 8.9  | 2.9 | 1.3 | 0.5 | 3.4 | 14.9 |
| 1986–87      | UTA          | 82*   | 82*   | 34.8 | .512 | .000 | .598 | 10.4 | 1.9 | 1.3 | 0.7 | 2.9 | 21.7 |
| 1987–88      | UTA          | 82    | 82*   | 39.0 | .520 | .000 | .700 | 12.0 | 2.4 | 1.4 | 0.6 | 4.0 | 27.7 |
| 1988–89      | UTA          | 82    | 82    | 39.0 | .519 | .313 | .766 | 10.7 | 2.7 | 1.8 | 0.9 | 3.6 | 29.1 |
| 1989–90      | UTA          | 82*   | 82*   | 38.1 | .562 | .372 | .762 | 11.1 | 2.8 | 1.5 | 0.6 | 3.2 | 31.0 |
| 1990–91      | UTA          | 82*   | 82*   | 40.3 | .527 | .286 | .770 | 11.8 | 3.3 | 1.1 | 1.0 | 3.3 | 29.0 |
| 1991–92      | UTA          | 81    | 81    | 37.7 | .526 | .176 | .778 | 11.2 | 3.0 | 1.3 | 0.6 | 2.8 | 28.0 |
| 1992–93      | UTA          | 82    | 82*   | 37.8 | .552 | .200 | .740 | 11.2 | 3.8 | 1.5 | 1.0 | 3.2 | 27.0 |
| 1993–94      | UTA          | 82*   | 82*   | 40.6 | .497 | .250 | .694 | 11.5 | 4.0 | 1.5 | 1.5 | 3.3 | 25.0 |
| 1994–95      | UTA          | 82*   | 82*   | 38.1 | .536 | .268 | .742 | 10.6 | 3.5 | 1.6 | 1.0 | 3.3 | 26.7 |
| 1995–96      | UTA          | 82    | 82*   | 38.0 | .519 | .400 | .723 | 9.8  | 4.2 | 1.7 | 0.7 | 3.0 | 25.7 |
| 1996–97      | UTA          | 82    | 82*   | 36.6 | .550 | .000 | .755 | 9.9  | 4.5 | 1.4 | 0.6 | 2.6 | 27.4 |
| 1997–98      | UTA          | 81    | 81    | 37.4 | .530 | .333 | .761 | 10.3 | 3.9 | 1.2 | 0.9 | 2.9 | 27.0 |
| 1998–99      | UTA          | 49    | 49    | 37.4 | .493 | .000 | .788 | 9.4  | 4.1 | 1.3 | 0.6 | 2.7 | 23.8 |
| 1999–00      | UTA          | 82    | 82*   | 35.9 | .509 | .250 | .797 | 9.5  | 3.7 | 1.0 | 0.9 | 2.8 | 25.5 |
| 2000–01      | UTA          | 81    | 81    | 35.7 | .498 | .400 | .793 | 8.3  | 4.5 | 1.1 | 0.8 | 2.7 | 23.2 |
| 2001–02      | UTA          | 80    | 80    | 38.0 | .454 | .360 | .797 | 8.6  | 4.3 | 1.9 | 0.7 | 2.9 | 22.4 |
| 2002–03      | UTA          | 81    | 81    | 36.2 | .462 | .214 | .763 | 7.8  | 4.7 | 1.7 | 0.4 | 2.5 | 20.6 |
| 2003–04      | LAL          | 42    | 42    | 32.7 | .483 | .000 | .747 | 8.7  | 3.9 | 1.2 | 0.5 | 2.8 | 13.2 |
| 通算         | 通算         | 1,476 | 1,471 | 37.2 | .516 | .274 | .742 | 10.1 | 3.6 | 1.4 | 0.8 | 3.1 | 25.0 |
| オールスター | オールスター | 12    | 8     | 20.3 | .542 | –    | .725 | 6.2  | 1.6 | 1.0 | 0.4 | –   | 12.1 |

### NBAプレーオフ
| シーズン | チーム | GP  | GS  | MPG  | FG%  | 3P%   | FT%  | RPG  | APG | SPG | BPG | TO   | PPG  |
| -------- | ------ | --- | --- | ---- | ---- | ----- | ---- | ---- | --- | --- | --- | ---- | ---- |
| 1985–86  | UTA    | 4   | –   | 36.0 | .528 | –     | .423 | 7.5  | 1.0 | 2.0 | 0.0 | 1.5  | 21.8 |
| 1986–87  | UTA    | 5   | –   | 40.0 | .420 | –     | .722 | 9.6  | 1.2 | 2.2 | 0.8 | 3.4  | 20.0 |
| 1987–88  | UTA    | 11  | –   | 44.9 | .482 | –     | .723 | 11.8 | 1.5 | 1.2 | 0.6 | 3.6  | 29.7 |
| 1988–89  | UTA    | 3   | –   | 45.3 | .500 | –     | .813 | 16.3 | 1.3 | 1.0 | 0.3 | 4.3  | 30.7 |
| 1989–90  | UTA    | 5   | –   | 40.6 | .438 | .000  | .756 | 10.2 | 2.2 | 2.2 | 1.0 | 2.4  | 25.2 |
| 1990–91  | UTA    | 9   | 9   | 42.6 | .455 | .000  | .846 | 13.3 | 3.2 | 1.0 | 1.2 | 2.9  | 29.7 |
| 1991–92  | UTA    | 16  | 16  | 43.0 | .521 | .000  | .805 | 11.3 | 2.6 | 1.4 | 1.2 | 2.9  | 29.1 |
| 1992–93  | UTA    | 5   | 5   | 43.2 | .454 | .500  | .816 | 10.4 | 2.0 | 1.2 | 0.4 | 4.0  | 24.0 |
| 1993–94  | UTA    | 16  | 16  | 43.9 | .467 | .000  | .738 | 12.4 | 3.4 | 1.4 | 0.8 | 2.1  | 27.1 |
| 1994–95  | UTA    | 5   | 5   | 43.2 | .466 | .333  | .692 | 13.2 | 3.8 | 1.4 | 0.4 | 2.8  | 30.2 |
| 1995–96  | UTA    | 18  | 18  | 40.3 | .469 | .000  | .574 | 10.3 | 4.4 | 1.9 | 0.6 | 2.5  | 26.5 |
| 1996–97  | UTA    | 20  | 20  | 40.8 | .435 | .500  | .720 | 11.4 | 2.9 | 1.4 | 0.8 | 2.7  | 26.0 |
| 1997–98  | UTA    | 20  | 20  | 39.8 | .471 | .000  | .788 | 10.9 | 3.4 | 1.1 | 1.0 | 3.0  | 26.3 |
| 1998–99  | UTA    | 11  | 11  | 41.0 | .417 | .000  | .791 | 11.3 | 4.7 | 1.2 | 0.7 | 3.6  | 21.8 |
| 1999–00  | UTA    | 10  | 10  | 38.6 | .520 | 1.000 | .810 | 8.9  | 3.1 | 0.7 | 0.7 | 2.70 | 27.2 |
| 2000–01  | UTA    | 5   | 5   | 39.8 | .405 | .500  | .796 | 8.8  | 3.4 | 1.0 | 0.8 | 3.8  | 27.6 |
| 2001–02  | UTA    | 4   | 4   | 40.8 | .411 | .000  | .714 | 7.5  | 4.5 | .8  | 0.8 | 2.8  | 20.0 |
| 2002–03  | UTA    | 5   | 5   | 38.2 | .405 | .000  | .732 | 6.8  | 4.0 | 1.6 | 0.4 | 4.0  | 19.6 |
| 2003–04  | LAL    | 21  | 21  | 38.0 | .450 | .000  | .630 | 8.8  | 3.4 | 1.1 | 0.1 | 2.2  | 11.5 |
| 通算     | 通算   | 193 | 193 | 38.0 | .463 | .162  | .736 | 10.7 | 3.2 | 1.3 | .7  | 2.9  | 24.7 |